# 늑대와 빨간 재킷
《늑대와 빨간 재킷》(Cosmogony, HUNTED)은 벨기에, 프랑스, 아일랜드에서 제작된 뱅상 파로노 감독의 2020년 스릴러 영화이다. 이 영화는 2020년 판타지아 영화제에서 초연되었으며 2021년 1월 14일 스트리밍 서비스 셔더를 통해 개봉되었다.

## 출연
- 크리스티앙 브롱샤르
- 뤼시 드베 - 이브
- 시아란 오브라이언
- 장마티아스 퐁당
- 케빈 판도르슬레르
- 질 방더베르 - 남편
- 다이앤 웰러
- 아리에 보르탈테르